# Nobuo Nashiro
Nobuo Nashiro (名城 信男, Nashiro Nobuo) est un boxeur japonais né le 12 octobre 1981 à Nara.

## Carrière
Passé professionnel en 2003, il devient champion du monde des poids super-mouches WBA le 22 juillet 2006 après sa victoire par arrêt de l'arbitre au 10e round contre Martin Castillo. Nashiro bat ensuite Eduardo Garcia aux points puis est dépossédé de son titre par Alexander Muñoz le 3 mai 2007.
Il met un terme à sa carrière en 2013 sur un bilan de 19 victoires, 6 défaites et 1 match nul.

## Référence
1. ↑  (en) 2006-07-22 : Nobuo Nashiro 115 lbs beat Martin Castillo 115 lbs by TKO at 1:02 in round 10 of 12 (boxrec.com)